# Psorophora perterrens
Psorophora perterrens är en tvåvingeart som beskrevs av Walker 1856. Psorophora perterrens ingår i släktet Psorophora och familjen stickmyggor. Inga underarter finns listade i Catalogue of Life.